# Riti, magie nere e segrete orge nel trecento
Riti, magie nere e segrete orge nel trecento és una pel·lícula de terror eròtica italiana del 1973 dirigida per Renato Polselli.

## Sinopsi
Una secta de vampirs està buscant la dona adequada que pugui ressuscitar la seva deessa morta de sis-cents anys. Durant una festa, els monstres organitzen persecucions i assassinats, però afavorint la seva pròpia destrucció.

## Repartiment
- Mickey Hargitay com Jack Nelson.
- Rita Calderoni com Isabella / Laureen.
- Raul Lovecchio com a Ocultista (acreditat com Raoul).
- Christa Barrymore com Christa (acreditada com Krista Barrymore).
- Consolata Moschera com Consolata (acreditada com Moschera Consolata).
- William Darni com Richard Brenton.
- Max Dorian com a Doctor.
- Marcello Bonini Olas (it) com Gerg (acreditat com Bonini Marcello).
- Cristina Perrier com Glenda.
- Stefania Fassio com Steffy.
- Gabriele Bentivoglio com a Sacerdot.
- Tano Cimarosa (it) (escenes eliminades).

## Producció
Sota el títol de producció original de La reincarnazione, la pel·lícula va començar a rodar-se entre desembre de 1971 i gener de 1972 al Castello Piccolomini de Balsorano, a L'Aquila, i a Elios Film Studios a Roma.:102-103 Segons Polselli, la pel·lícula va ser filmada en cinc o sis setmanes.:103

## Llançament
Inicialment, la pel·lícula va tenir problemes amb el panell de censura italià.:104 Inicialment va ser presentada el 31 de juliol de 1972 i novament l'11 d'agost, on va ser novament rebutjada pels censors en afirmar que la pel·lícula «consisteix en una sèrie de seqüències sàdiques, destinades a instar, a través de la crueltat extrema barrejada amb l'erotisme degenerat, els més baixos instints sexuals».:104 Polselli va escurçar la pel·lícula, que va conduir a la seva aprovació l'11 de novembre.:104
La pel·lícula va ser llançada a Itàlia com Riti, magie nere e segrete orge nel trecento, distribuida cinematogràficament per Primula Cinematografica, el 17 de gener de 1973.:102 El «trecento» en el títol de la pel·lícula, que es refereix al segle xiv, va ser un intent d'explotar la tendència popular d'aquell llavors de les «Decameróticas», que eren comèdies sexuals ambientades en l'Edat mitjana que es van popularitzar des del llançament de la pel·lícula El Decameró.:103 La pel·lícula va tenir una recaptació nacional de 68.080.000 lires italianes que Curti va descriure com a pobra.:103-104
Juntament amb la seva estrena al cinema al gener, es va llançar una versió en fotonovela a Cinesex mese # 1, utilitzant el títol original de La reincarnazione.:104 Louis Paul, autor d' Italian Horror Film Directors, va declarar que la pel·lícula es va considerar perduda durant dècades, fins que va aparèixer en 1998 en un vídeo italià en una versió de 55 minuts de durada. Més tard va ser llançada en cinta de vídeo per la marca britànica de vídeo casolà Redemption sota els títols The Reincarnation of Isabel i Black Magic Rites.:104

## Recepció
De les ressenyes retrospectives, Curti va descriure la pel·lícula com una cosa que raneja en l'incomprensible, assenyalant que «no hi ha una història real de la qual parlar, sinó una sèrie d'escenes a penes connectades: els vampirs segresten i torturen les seves víctimes núbils durant el cicle de la lluna plena, els altres personatges deambulen pel castell, i moltes i moltes xerrades».:103 L'escriptor Scott Aaron Stine es va fer ressò de les declaracions sense trama, dient que la pel·lícula «no té història, no té narrativa real» i només «ofereix trossos de farciment entre escenes de sexe gratuït i violència». Louis Paul va resumir la pel·lícula dient que els actors «miraven fixament a la càmera, a vegades a punt d'esclatar en riallades» i escenes de «trobades sexuals gairebé pornogràfiques que tenen lloc cada deu minuts més o menys; la pel·lícula sembla amateur i és impossible de veure».
AllMovie li va donar a la pel·lícula una qualificació de tres estrelles i mitja de cinc, descrivint a la pel·lícula com una «processó de somni febril desconcertant d'imatges dignes de Sade xopades en colors de caramel psicodèlic pel director de fotografia Ugo Brunelli». La ressenya comentava la trama, afirmant que «els admiradors del cinema de gènere convencional poden trobar el procediment desconcertant i una mica pretensiós, no es pot argumentar que Polselli té un talent particular per a combinar l'horror gòtic amb imatges eròtiques pertorbadores i amb freqüència indelebles».